# Spomen područje Tičan
Spomen područje Tičan nastalo je u spomen na 84 poginula borca, 11. rujna 1943. godine, gdje su slabo naoružani partizani i lokalno stanovništvo Višnjana i okolice pokušali zaustaviti Rommelov "Afrika korps" na putu prema Puli. Nakon pada Italije, njemačkim je podmornicama koje su djelovale u Mediteranu trebala pulska luka, pa su u taj važan posao poslali veterane iz afričke ekspedicije. Pokušati njih zaustaviti rezultiralo je stradavanjem svih koji su se tad zatekli u prostoru Tičana. Način hladnokrvne egzekucije, pucanje ranjenicima u glavu i smotra leševa, nisu nikad zaboravljene. Iako je nakon toga većina stanovništva živjela u strahu, preostali su partizani pojačali djelovanje. Među njima se posebno isticao narodni heroj Jože Šuran.
Središnji spomenik djelo je inženjera Zdenka Sile iz Rijeke, a sastoji se od sedam u prostoru slobodno postavljenih blokova od mekog istarskog kamena. Na ovim su blokovima duboko urezani simboli: rankun, lemeš, motika, bat, vile, strugalo, kosir, badilj, kopača, srp, sjekira, crtalo od ralice. 
Na sedmom, ležećem stupu, stoji natpis: Ispunjeni gorčinom težačkog života otaca naših, djedova naših, kroz vjekove krenusmo u borbu s vjerom u pobjedu za slobodu čovjeka, za svjetliju budućnost svoje djece i svoje braće na pragu domova svojih u neravnoj borbi s porobljivačima naroda nas osamdedetčetvorica pogibosmo ovdje za bratstvo novih pokoljenja.